# Raphidia ulrikae
Raphidia ulrikae là một loài côn trùng trong họ Raphidiidae thuộc bộ Raphidioptera. Loài này được H. Aspöck miêu tả năm 1964.